# Ribamar (Lourinhã)
Ribamar é uma vila portuguesa sede da Freguesia de Ribamar do Município da Lourinhã, freguesia com 6,11 km² de área e 2160 habitantes (censo de 2021), tendo, assim, uma densidade populacional de 353,5 hab./km².
A freguesia foi criada pela Lei n.º 59/84, de 31 de dezembro, com lugares desanexados da freguesia de Santa Bárbara.
Por sua vez, a povoação de Ribamar foi elevada à categoria de vila em 1997.
A atividade económica de Ribamar está dividida entre a pesca e a agricultura. O porto de Peniche está apenas a 15 km.

## História
A vila de Ribamar teria origem no século XVI, tendo em conta que em 1527, no reinado de D. João III, foi efectuado um recenseamento da população do reino e Ribamar já contava com cerca de 12 habitantes.
Muitas são as lendas que se vão contando de geração em geração, mas uma certeza tem desde esta data, Ribamar nunca parou de crescer, muito por ser um lugar onde os homens encontraram aquilo de que maior necessidade tinham, ou seja, terras férteis, grandes quantidades de árvores para a construção naval e um excelente lugar para porto de pesca.

## Demografia
A população registada nos censos foi:
| Distribuição da População por Grupos Etários | Distribuição da População por Grupos Etários | Distribuição da População por Grupos Etários | Distribuição da População por Grupos Etários | Distribuição da População por Grupos Etários |
| -------------------------------------------- | -------------------------------------------- | -------------------------------------------- | -------------------------------------------- | -------------------------------------------- |
| Ano                                          | 0-14 Anos                                    | 15-24 Anos                                   | 25-64 Anos                                   | > 65 Anos                                    |
| 2001                                         | 365                                          | 373                                          | 1134                                         | 208                                          |
| 2011                                         | 367                                          | 250                                          | 1225                                         | 299                                          |
| 2021                                         | 315                                          | 233                                          | 1170                                         | 442                                          |

## Serviços
Ribamar vê aparecer o Centro Social e Cultural que ainda hoje é uma das bases desta vila, com mais diversas ajudas à população local, centro de saúde, infantário, CTT Correios de Portugal.

## Praias
- Praia do Porto Dinheiro
- Praia de Valmitão
- Praia de Zimbral